# Larrabee State Park
Der Larrabee State Park befindet sich im Whatcom County im Westen des US-Bundesstaats Washington. Er liegt etwa 11 km südlich von Bellingham am State Highway 11 (Chuckanut Drive).
Benannt ist der Park nach seinem Stifter Charles Xavier Larrabee, der 1915 zwanzig Acre (etwa acht Hektar) Land an den Staat stiftete. Zu dieser Zeit noch Chuckanut State Park genannt, war er mit einem Gebäude aus der Pionierzeit („John R. Jackson House State Historic Site“) einer der beiden ersten State Parks in Washington.
Heute umfasst der State Park eine Fläche von 2683 Acre (etwa 1086 Hektar) und knapp 2,5 km Küstenlinie an der Samish Bay. Der Park ist ganzjährig geöffnet, jedoch mit eingeschränkten Freizeitmöglichkeiten zwischen dem 16. Oktober und dem 31. März. Es stehen 75 Campingplätze zur Verfügung, davon 26 sogenannte „full hook-ups“, d. h. mit Stromversorgung, Wasser- und Abwasseranschluss. Der Park verfügt über mehr als 38 km Wanderwege in den Chuckanut Mountains, die zum Teil zu Aussichtspunkten über die San Juan Islands und den Mount Baker und zum Fragrance Lake und zum Lost Lake, zwei Bergseen, führen. Freizeitmöglichkeiten im Park sind Schnorcheln, Angeln (inkl. Muscheln und Krabben) und Wandern.